# Clau de Mallorca
Clau de Mallorca (CLAU) és un partit de les Illes Balears fundat el 2001 per Gabriel Martí i Pedro Duran i que es defineix com a democràtic, liberal, regionalista, mallorquinista i balearista. En el seu programa defensa, entre altres punts, la solidaritat social, l'estabilitat econòmica i demogràfica, una societat oberta, la llibertat i la responsabilitat individual, la igualtat d'oportunitats, de drets i deures de les persones, així com el manteniment de les tradicions pròpies de les Illes Balears i el foment de l'ús del mallorquí o balear com llengua pròpia insular, negant la unitat lingüística i apostant per l'estandardització de la modalitat mallorquina. També defensa la conservació de la naturalesa, la fisonomia particular de cada illa, les institucions tradicionals, el patrimoni històric i cultural, alhora que busca enfortir, sense estridències i sense hegemonismes, el sentiment d'unitat de menorquins, eivissencs, formenterencs i mallorquins. Malgrat aquestes proclames, els sectors catalanistes de les Illes el consideren un partit gonellista.
Des de la seva fundació fou acusada de mantenir contactes amb el PP. A les eleccions al Parlament de les Illes Balears de 2003 va obtenir 3.030 vots i es presentà a les municipals de Palma, Marratxí i Manacor, però va rebre un cop molt dur quan Gabriel Martí, després de rebre un càrrec a la Conselleria de Turisme del Govern Balear, fou nomenat coordinador d'estratègia electoral del PP, i a les de 2007 va obtenir poc més de 500 vots. A les municipals de 2007 només va presentar llista a Manacor.